# Harnokut, Velîka Bahacika
Harnokut (în ucraineană Гарнокут) este un sat în așezarea urbană Velîka Bahacika din regiunea Poltava, Ucraina.

## Demografie
Componența lingvistică a localității Harnokut
     Ucraineană (96,77%)
     Rusă (3,23%)
Conform recensământului din 2001, majoritatea populației localității Harnokut era vorbitoare de ucraineană (96,77%), existând în minoritate și vorbitori de rusă (3,23%).